# Glycosmis parkinsonii
Glycosmis parkinsonii là một loài thực vật có hoa trong họ Cửu lý hương. Loài này được Yu.Tanaka mô tả khoa học đầu tiên năm 1928.